# Leucoraja pristispina
Leucoraja pristispina är en rockeart som beskrevs av Last, Stehmann och Bernard Séret 2008. Leucoraja pristispina ingår i släktet Leucoraja och familjen egentliga rockor. IUCN kategoriserar arten globalt som livskraftig. Inga underarter finns listade i Catalogue of Life.